# Мисипека, Лиза
Лиза Ваза Мисипека (англ. Lisa Vasa Misipeka; 3 января 1975) —  легкоатлетка, представлявшая Американское Самоа и специализировавшаяся в метании молота. Первая в истории своей страны призёр чемпионата мира.

## Карьера
В 1996 году участвовала в Олимпийский играх в соревнованиях по толканию ядра, в которых заняла 25 место. После включения метания молота в программу чемпионатов мира и Олимпиад сфокусировалась на этом виде, хотя продолжала выступать и в других метательных видах.
На первом для метательниц молота чемпионате мира, который прошел в 1999 году в Севилье Мисипека сенсационно завоевала бронзовую медаль с результатом 66.06. При этом победительнице Михаэле Мелинте она проиграла 9 метров, а серебряному призёру Ольге Кузенковой 6.5, что является наибольшим разрывом между первым и третьим местами за всю историю чемпионатов мира. Медаль Мисипеки стала первой в истории Американского Самоа медалью чемпионатов мира.
В 2000 году участвовала в Олимпиаде в Сиднее, была знаменосцем своей сборной. В состязаниях по метанию молота показала результат 61.74, что стало 14-м результатом, а Мисипека не попала в число 12 сильнейших метательниц, которые проходили в финал.
На чемпионатах мира в Эдмонтоне и Париже занимала в метании молота 20-е и 21-е места соответственно.
На Олимпиаде в Афинах вновь была знаменосцем сборной. Но на соревнованиях выступила крайне неудачно, не выполнив в квалификации ни единой зачётной попытки, она не была классифицирована.